# 고대 로마의 의상

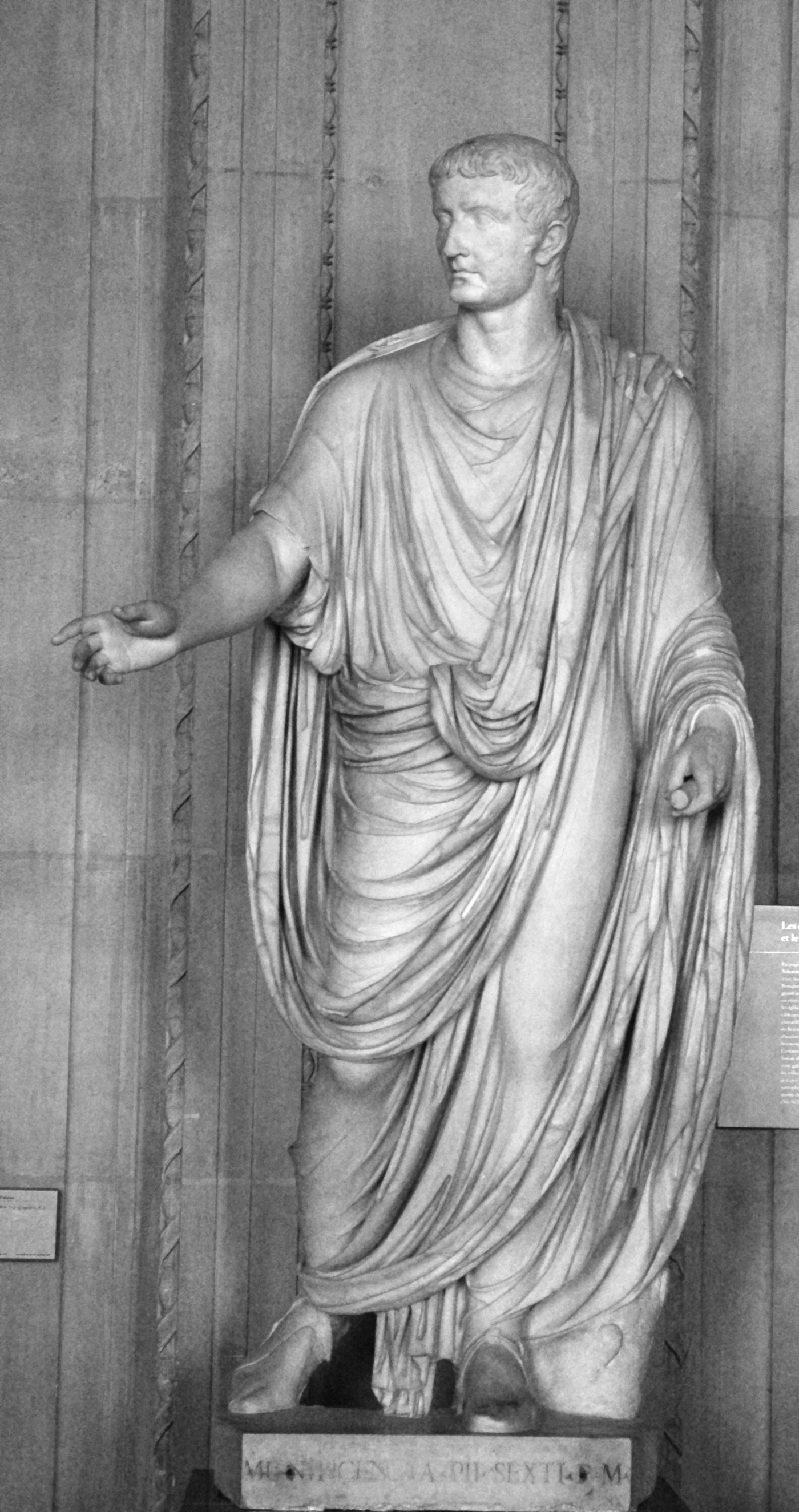
티베리우스의 상

고대 로마의 의상은 일반적으로 남성과 소년을 위한 반소매 또는 민소매 무릎 길이의 튜닉과 여성과 소녀를 위한 긴 소매가 있는 튜닉으로 구성되었다. 공식 행사에서 성인 남성 시민은 튜닉 위에 걸쳐진 모직 토가를 입을 수 있었고, 결혼한 시민 여성은 스톨라(stola) 위에 모직 망토(팔라)를 입었다. 의복, 신발 및 장신구는 성별, 지위, 계급 및 사회 계층을 식별한다. 이는 특히 치안 판사, 성직자, 군대의 독특하고 특권적인 공식 복장에서 두드러졌다.
토가는 로마 시민들에게 특권이 있는 로마의 "민족 의상"으로 간주되었지만 일상 활동을 위해 대부분의 로마인들은 더 캐주얼하고 실용적이며 편안한 옷을 선호했다. 다양한 형태의 튜닉은 성별과 직업을 불문하고 모든 계층의 기본 의복이었다. 일반적으로 린넨으로 만들어졌으며 필요에 따라 속옷이나 남성용 무릎 바지, 망토, 코트 및 모자와 같은 다양한 종류의 춥거나 습한 날씨 의류로 보강되었다. 제국의 추운 지역에서는 긴 바지를 입었다. 대부분의 도시 로마인들은 다양한 종류의 신발, 슬리퍼, 부츠 또는 샌들을 신었다. 시골에서는 일부는 나막신을 신었다.
대부분의 의상은 구조와 기본적인 형태가 단순하고 제작에 최소한의 재단과 재단이 필요하지만 모두 수작업으로 제작되며 모든 공정에는 기술과 지식, 시간이 필요하다. 방적과 직조는 모든 계층의 로마 여성들에게 고결하고 검소한 직업으로 여겨졌다. 아우구스투스의 아내 리비아 드루실라를 포함한 부유한 부인들은 집에서 만든 옷을 생산함으로써 전통주의적 가치를 보여줄 수도 있었지만, 그럴 여유가 있는 대부분의 남성과 여성은 전문 장인에게서 옷을 구입했다. 의류 제조 및 무역과 원자재 공급은 로마 경제에 중요한 기여를 했다. 전체적인 기본 생활비에 비해 단순한 의류라도 가격이 비싸고 사회적 규모에서 여러 번 재활용되었다.
로마의 지배 엘리트는 개인의 부와 사치를 대중에게 공개하는 것을 제한하기 위해 고안된 법률을 제정했다. 같은 부유한 엘리트들이 고급스럽고 패셔너블한 의류에 대한 욕구를 갖고 있었기 때문에 특별히 성공한 사람은 아무도 없었다. 실크 다마스크, 반투명 거즈, 금 천, 복잡한 자수 등 이국적인 직물을 가격에 구입할 수 있었다. 사프란 옐로우나 티리언 퍼플과 같은 선명하고 값비싼 염료도 있다. 그러나 모든 염료가 비싼 것은 아니었고 대부분의 로마인들은 화려한 옷을 입었다. 깨끗하고 밝은 옷은 모든 사회 계층 사이에서 존경심과 지위의 표시였다. 망토와 같은 의복을 고정하는 데 사용되는 고정 장치와 브로치는 개인적인 장식과 전시를 위한 추가 기회를 제공했다.

## 같이 보기
- 고대 그리스의 의상